# Sechenovsky (huyện)
Huyện Sechenovsky (tiếng Nga: ? райо́н) là một huyện hành chính tự quản (raion), của Tỉnh Nizhny Novgorod, Nga. Huyện có diện tích 1003 km², dân số thời điểm ngày 1 tháng 1 năm 2000 là 16800 người. Trung tâm của huyện đóng ở Sechenovo.